# Rosenwunder

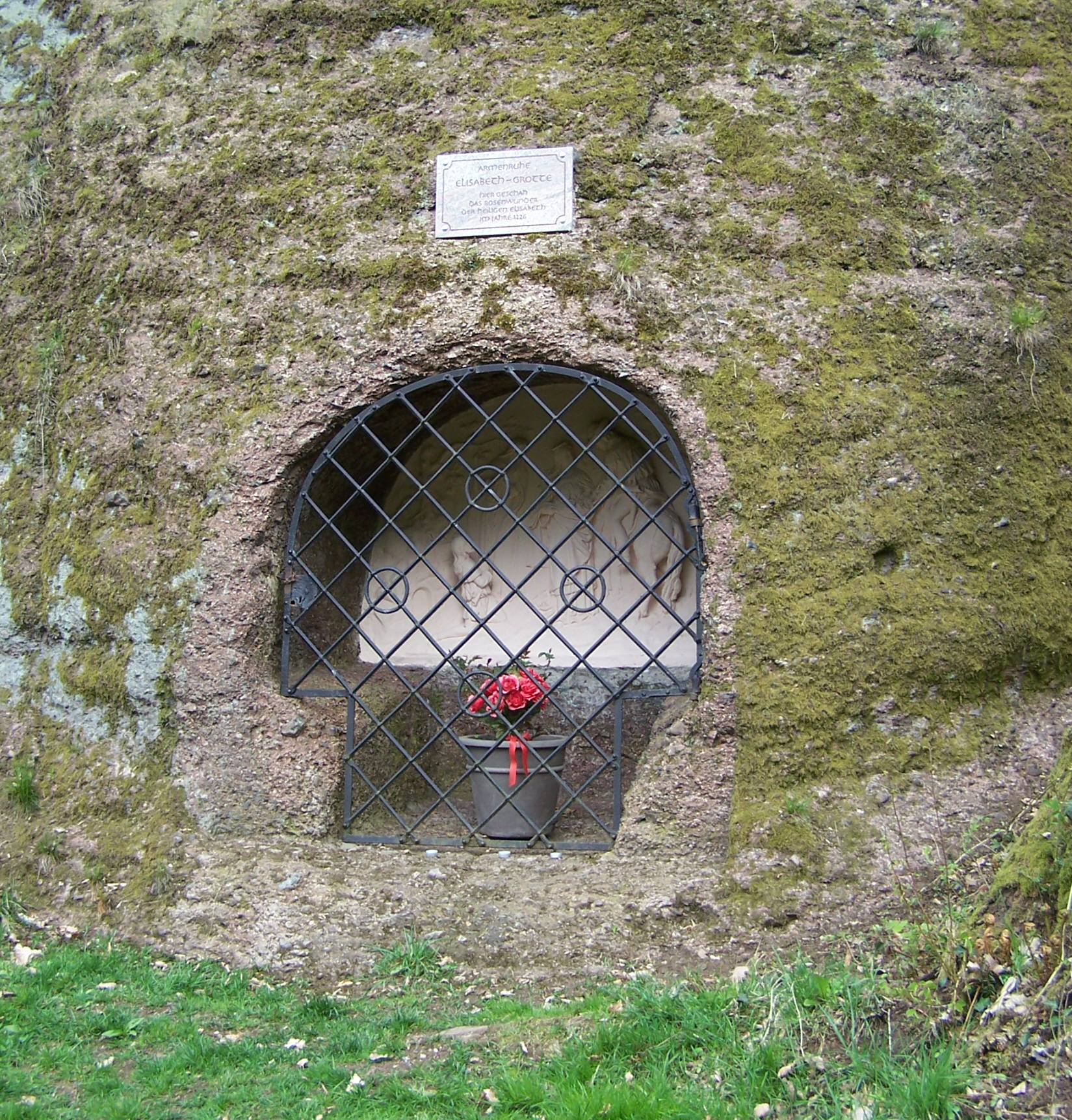
Andachtsstelle bei der Armenruhe im Eisenacher Mariental

In der Legende des Rosenwunders wird die Mildtätigkeit und Heiligkeit Elisabeths von Thüringen und ihre Zuwendung zu den Armen und zur Armut ausgeschmückt. Auf diese Legende gehen zahlreiche bildliche Darstellungen Elisabeths zurück.
Da andere Versionen die Legende auf Elisabeth von Portugal sowie auf Nikolaus von Tolentino beziehen und eine ihrem Gatten verheimlichte Mildtätigkeit Elisabeths historisch unwahrscheinlich ist, ist davon auszugehen, dass die Wanderlegende erst nach ihrer Heiligsprechung auf sie übertragen wurde.

## Inhalt
Als Elisabeth eines Tages in die Stadt geht, um den Armen Brot zu geben, obwohl gerade dies ihr unter Strafe verboten ist, trifft sie die Mutter ihres Mannes (in anderen Versionen ihren Mann selbst), die ihre Barmherzigkeit nicht gutheißt und ihr eine Falle stellen will. Auf die Frage, was sie in dem Korb (andere Versionen: unter der Schürze) habe, den sie bei sich trägt, antwortet Elisabeth, es seien Rosen im Korb. Ihre Schwiegermutter bittet sie, das Tuch zu heben, um die wunderbaren Rosen sehen zu können. Widerwillig hebt Elisabeth das Tuch, und im Korb sieht die Schwiegermutter nur Rosen.

## Darstellungen in der Kunst

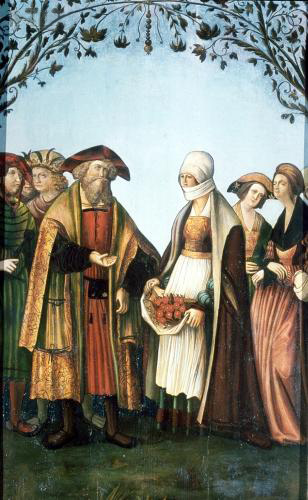
Tafelbild aus dem 16. Jh. in der Pfarrkirche von Mariahof

- Moritz von Schwind in der Elisabethgalerie des Palas der Wartburg, 1855
- Wandmalerei, 1520, wahrscheinlich von Conrad Stebel[1] aus Rotenburg in der Liboriuskapelle zu Creuzburg (bei Eisenach)
- Tafelbild eines unbekannten Meisters aus dem 16. Jahrhundert in der Pfarrkirche von Mariahof (Steiermark)
- Neugotische Lettnerfigur (Friedrich Lange) im nördlichen Seitenschiff der Elisabethkirche (Marburg)
- Skulptur eines Seitenaltars der St. Leonhardskirche in Saalburg-Ebersdorf-Friesau, 1515, von Hans Gottwald (Schüler von Tilman Riemenschneider)
- Glasfenster im Dom zu Fritzlar, 1914
- Josef Wittmann in der Pfarrkirche St. Elisabeth in Kirchdorf bei Rohr – Hallertau, 1956 Fresko. Entwurf befindet sich im Diözesanmuseum Regensburg.
- Claus-Peter März (Text) und Kurt Grahl (Melodie) schrieben 1981 das Lied "Wenn das Brot, das wir teilen als Rose blüht", dessen Beginn und Titel an das Rosenwunder erinnert.

Eine andere Bedeutung bekommt das Rosenwunder beim Hildesheimer Rosenstock.